# The Pretty Reckless
The Pretty Reckless je americká rocková skupina, pocházející z New Yorku. Byla založena v roce 2009. Frontmanka skupiny je herečka Taylor Momsen, která hraje na kytaru, zpívá a skládá texty. Dále ve skupině hrají Mark Damon na baskytaru, Jamie Perkins je bubeník a Ben Phillips je kytarista.
Jejich debutové album, Light Me Up, bylo vydáno 30. srpna roku 2010 v UK. Svůj první song vydali 13. května 2010.

## Diskografie

### Studiová alba
- Light Me Up (2010)

Debutní CD (k částečnému poslechu zde), vydáno v srpnu 2010 vydavatelstvím Interscope Records.
Velký úspěch slavily především singly Make Me Wanna Die, Miss Nothing a Just Tonight.
1. My Medicine (3:14)
2. Since You're Gone (2:41)
3. Make Me Wanna Die (3:55)
4. Light Me Up (3:27)
5. Just Tonight (2:48)
6. Miss Nothing (3:13)
7. Goin' Down (3:35)
8. Nothing Left to Lose (4:11)
9. Factory Girl (3:31)
10. You (3:32)

Délka: 34:06
Žánr: Alternative rock, post-grunge
- Going To Hell (2014)

1. Follow Me Down (04:46)
2. Going To Hell (04:38)
3. Heaven Knows (03:30)
4. House On A Hill (04:45)
5. Sweet Things (05:04)
6. Dear Sister (00:56)
7. Absolution (04:34)
8. Blame Me (04:27)
9. Burn (01:48)
10. Why'd You Bring a Shotgun to the Party (03:20)
11. Fucked Up World (Messed Up World) (04:16)
12. Waiting For a Friend (03:12)
13. Going To Hell (Acoustic) (02:35)
14. Sweet Things (Acoustic) (04:08)
15. Follow Me Down (Other Version) (04:14)
16. Burn (Alternate Version) (03:18)
17. Only You (03:40)

Délka:	45:16
Žánr: Alternative rock
Singl Only You byl použit ve filmu Frankenweenie: Domácí mazlíček (2012) a pro singly Going To Hell, Heaven Knows a Fucked Up World byly natočeny oficiální videoklipy.
- Who You Selling For (2016)

1. The Walls Are Closing In / Hangman (6:36)
2. Oh My God (3:25)
3. Take Me Down (4:13)
4. Prisoner (3:00)
5. Wild City (4:48)
6. Back To The River (5:07)
7. Who You Selling For (2:47)
8. Bedroom Window (2:04)
9. Living In The Storm (5:01)
10. Already Dead (4:16)
11. The Devil's Back (7:06)
12. Mad Love (3:23)

Délka: 	51:46
Žánr: Hard rock
- Death by Rock And Roll (2021)

1. Death by Rock and Roll (3:54)
2. Only Love Can Save Me Now (featuring Kim Thayil and Matt Cameron) (5:12)
3. And So It Went (featuring Tom Morello) (4:30)
4. 25 (5:26)
5. My Bones (4:47)
6. Got So High (3:20)
7. Broomsticks (0:38)
8. Witches Burn (4:53)
9. Standing at the Wall (3:58)
10. Turning Gold (4:09)
11. Rock and Roll Heaven (5:12)
12. Harley Darling (4:19)

Délka: 	50:18

### EP
- The Pretty Reckles EP (2010)

Debutové EP, vydáno v červnu 2010, vydavatelstvím Interscope Records.
Všechny písně byly napsány Taylor Momsen, Katem Khandwalem a Benem Phillipsem.
1. Make Me Wanna Die (3:54)
2. My Medicine (3:14)
3. Goin' Down (3:35)
4. Zombie (3:08)

- Hit Me Like A Man EP (2012)

Druhé EP (k částečnému poslechu zde), vydáno v květnu 2012, opět vydavatelstvím Interscope Records.
Obsahuje 3 nové písně a dvě písně z jejich předchozích alb, hrajících živě.
1. Make Me Wanna Die (Live)		(4:12)
2. Hit Me Like a Man 		(3:33)
3. Under the Water (4:03)
4. Since You're Gone (Live)		(3:25)
5. Cold Blooded (4:43)

### Singly
- Make Me Wanna Die - oficiálně vydán 30. března 2010 v USA a 13. května 2010 ve Velké Británii, videoklip k němu byl oficiálně vydán 15. září 2010. Po dobu šesti týdnů se držel na prvním místě oficiální britské rockové hitparády. Tato píseň se objevila v závěrečných titulcích filmu Kick-Ass, v traileru na druhou sérii seriálu Vampire Diaries a v 9. dílu 4. série seriálu Gossip Girl.

- Miss Nothing - vydán 27. července 2010 v USA a 22. srpna ve Velké Británii.

- Just Tonight - původně měl být vydán 9. listopadu 2010, ale datum vydání se posunulo na 13. prosince[2].

- Kill Me - vydán 7. prosince ve Velké Británii a 11. prosince 2012 v USA, objevil se v poslední epizodě seriálu Gossip Girl[3].

## Turné
- Light Me Up Tour (2010 - 2012)

V létě 2010, po vydání svého prvního CD, se skupina vydala na své první turné za účelem propagace tohoto alba.
Turné začalo v Londýně a v únoru 2011 pokračovalo do Ameriky a v létě 2011 se skupina přesunula do Evropy, kde se zúčastnila několika velkých festivalů. Během srpna odehrála skupina několik koncertů i v Tokiu a Osace.
V červenci odehrála skupina v rámci turné několik koncertů spolu s Evanescence a Guns N' Roses.
- The Medicine Tour (2012)

Druhé turné, na které se kapela vydala v roce 2012 po Severní a Jižní Americe, na podporu prvního CD a EP Hit Me Like A Man. Součástí tohoto turné byl koncert s Marylinem Mansonem.. Kromě svých písní hráli na tomto turné také cover od White Stripes a System of a Down.